# Leyland Trucks

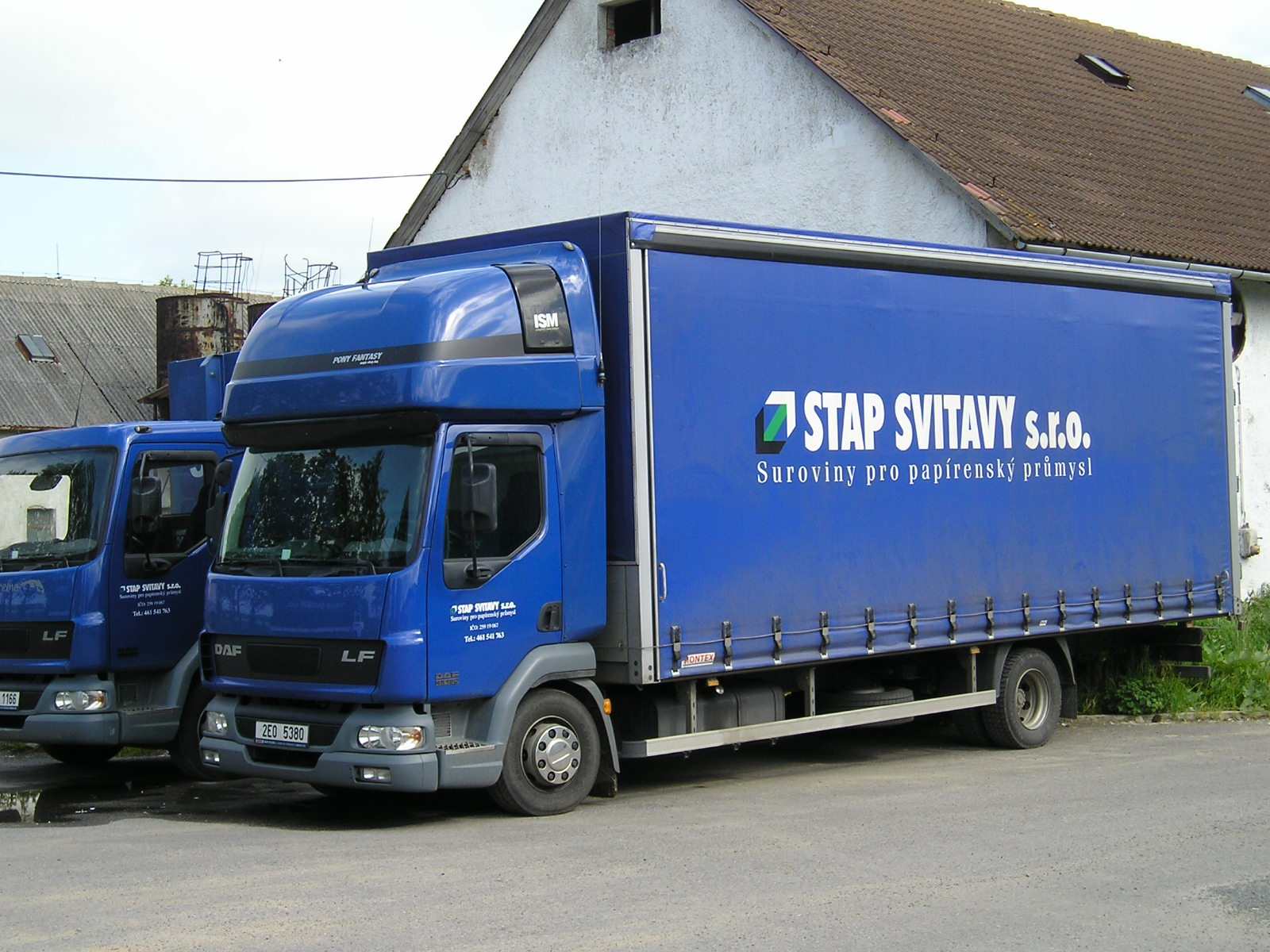
DAF LF disegnato e costruito da Leyland Trucks nel 2009

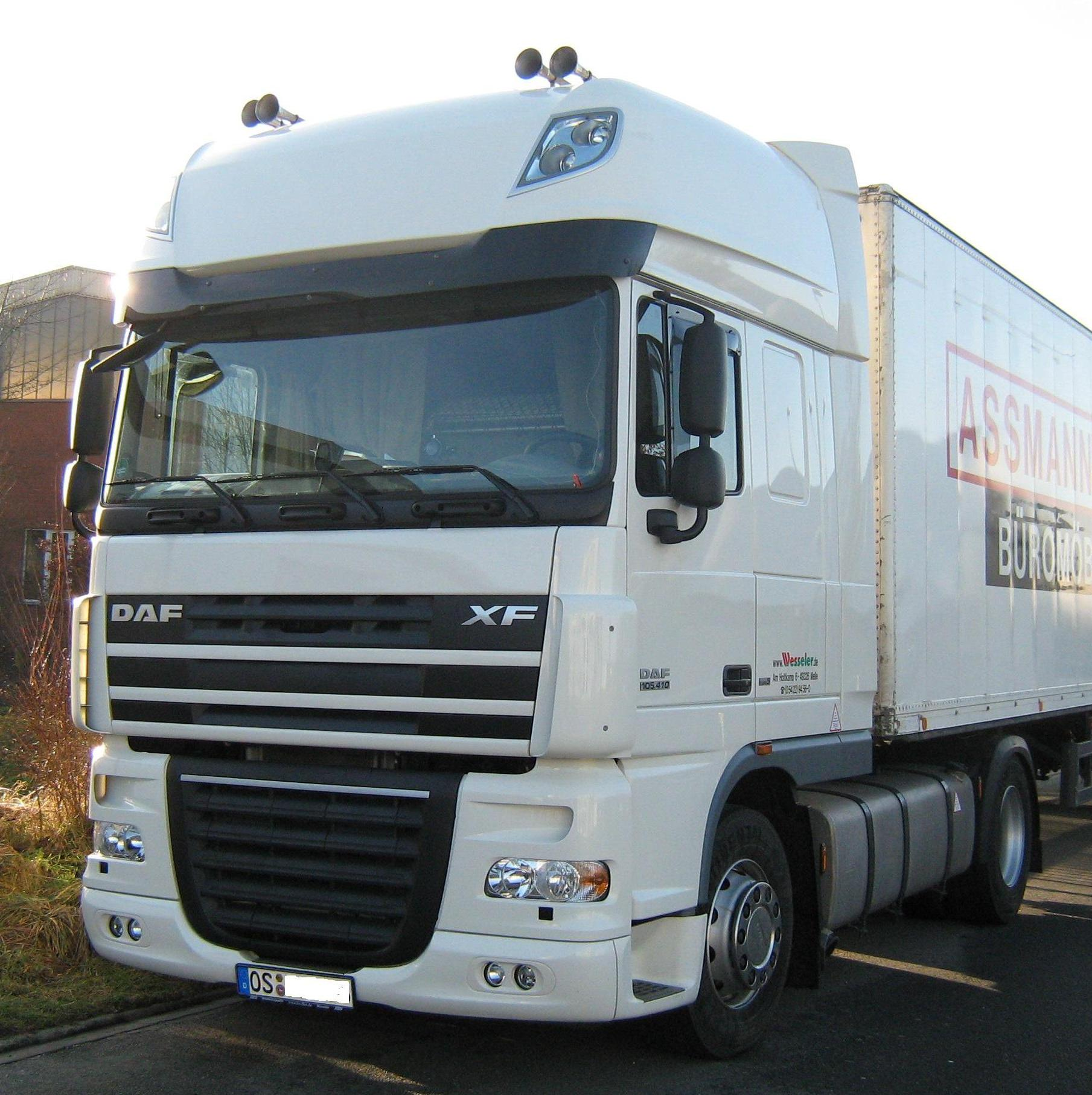
DAF XF costruito dalla Leyland Trucks

Leyland Trucks è un costruttore britannico di autocarri medi e pesanti con sede a Leyland, Lancashire.

## Storia

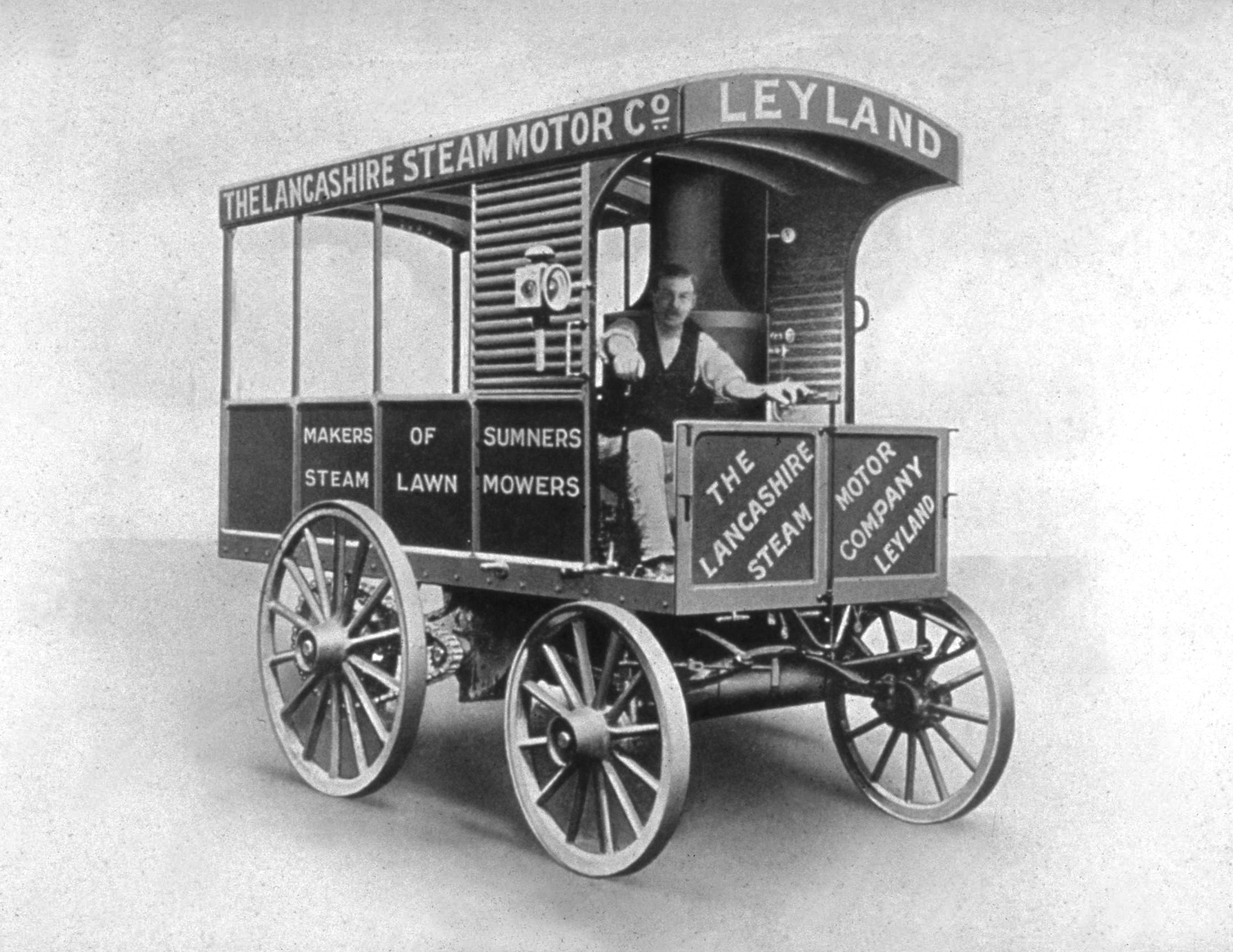
Primo Truck della Leyland, 1896

La storia della società ha origine dalla Leyland Motors fondata nel 1896, poi parte della British Leyland e poi fusa nel conglomerato British Leyland (BL). Dopo il collasso della gruppo BL e la nazionalizzazione a metà degli anni '70 viene creato il Gruppo Rover; la divisione truck confluisce nella olandese DAF NV che, dopo la bancarotta di quest'ultima e il seguente management buyout del giugno 1993, fa diventare nuovamente Leyland Trucks società autonoma. Conseguentemente il gruppo statunitense Paccar acquisisce Leyland Trucks e DAF. Il gruppo statunitense decise di assegnare allo stabilimento inglese (Leyland Assembly Plant, all'epoca con 1.000 persone) la progettazione e costruzione dei veicoli medi e pesanti DAF. Nel 2008 Leyland produsse più di 24.500 autocarri, per il 50% esportati.

### Cronologia
- 1896 The Lancashire Steam Motor Company fondata da James Sumner alla Herbert Street con venti dipendenti. Henry Spurrier come finanziatore, crea il primo autocarro a vapore.
- 1907 T Coulthard & Co, di Preston, viene acquisita dalla LSMC creando Leyland Motors Limited.
- 1963 Leyland Motor Corporation viene creata dopo l'assorbimento da parte di Leyland Motors della Standard-Triumph International e Associated Commercial Vehicles Ltd.
- 1968 Leyland Motor Corporation e British Motor Holdings si fondono in British Leyland Motor Corporation, divenendo quinto costruttore mondiale di autoveicoli.
- 1975 BLMC viene nazionalizzata. La British Leyland con Leyland commercials vehicles diventano Truck e Bus Division
- 1978 Nasce Leyland Vehicles Limited.
- 1979 Inizio della produzione al Leyland Assembly Plant con il Leyland Leopard.
- 1981 LVL viene divisa in Leyland Trucks, Leyland Bus e Leyland Parts
- 1986 British Leyland viene venduta a British Aerospace e rinominata Rover Group.
- 1987 DAF Trucks prende il 60% di Leyland Trucks e Freight Rover divenendo Leyland DAF
- 1993 Leyland factory è in management buy-out e diventa Leyland Trucks Limited
- 1998 Leyland Trucks è acquisita da Paccar divenendone sussidiaria.
- 2000 produzione del Foden al Leyland Assembly Plant
- 2002 Leyland progetta e costruisce la serie LF
- 2005 Leyland Trucks inizia a robotizzare la lavorazione degli chassis
- 2006 Leyland Trucks ferm ala produzione Foden
- 2007 Leyland Trucks produce cabine autocarri complete.
- 2008 Leyland Trucks produce il 300.000° autocarro. Il cliente Mark Armstrong Transport Ltd usa il DAF XF 105 direttamente dalla linea di produzione.
- 2008 Leyland Trucks produce 24.700 autocarri con un DAF come leader nel mercato UK e market share del 27.3%
- 2009 Leyland Trucks premiata con il Queen's Award for Enterprise in International Trade.
- 2010 Leyland Trucks premiata da PACCAR con il Chairman's Award 2009

## Prodotti
- DAF LF – Progettato e costruito da Leyland Trucks. International Truck of the Year Award 2002.[1]
- DAF CF – I CF65, e le versioni right hand drive (RHD) CF75 e CF85 sono assemblati alla Leyland Trucks.
- DAF XF – Tutte le versioni RHD alla Leyland Trucks. International Truck of the Year Award 2007.